# Xenopsylla conformis
Xenopsylla conformis är en loppart som först beskrevs av Wagner 1903.  Xenopsylla conformis ingår i släktet Xenopsylla och familjen husloppor.

## Underarter
Arten delas in i följande underarter:
- X. c. conformis
- X. c. dipodis
- X. c. mycerini